# エクスプレス2
エクスプレス2（X-Press 2）は、イングランドのエレクトロニック・ダンス・ミュージック・デュオ。メンバーは DJディーゼル（ダレン・ハウス）と、DJロッキー（ダレン・ロック）。アシュリー・ビードルは、2009年にソロ・プロジェクトを追求するために脱退した。彼らは2002年、DJアワードを受賞し、2003年にはアイヴァー・ノヴェロ賞を受賞した。

## 略歴
バンド名について、ダレン・ロック（別名「DJロッキー」）は、アシッド・ハウスのレジェンドであるファイアー・アイランドのテリー・ファーリーが考えたものだと説明した。ロッキーは「最初はロック2ハウスと名乗るつもりだったけど、（ファーリーは）それがあまり好きじゃなかった。だから「エクスプレス2」に改名したんだ。彼は基本的にセックスプレス（S'Express）が好きだったので、それをアレンジしたんだ」と語った。
エクスプレス2は、ジュニア・ボーイズ・オウン・レコードからリリースされた「Muzik Express」と「London Xpress」という曲で初めてアンダーグラウンドで有名になった。エクスプレス2は、マルチデッキ（最大6デッキ、3人のDJ）のセットでクラブで定期的に演奏したことで、クラブ・シーンでも称賛された。
彼らのアメリカでのデビュー・シングル「The Sound」は、1996年にホット・ダンス・ミュージック/クラブ・プレイ・チャートで1位を獲得した。2001年にはアルバム『ミュジキズム』をリリースし、さらに2曲がアメリカ・ダンス・チャート入りを果たした。それは「Smoke Machine」（31位）と「Lazy」で、「Lazy」は2002年に1位を獲得。デュオの母国イギリスの全英シングルチャートでも2位を獲得し、2003年には名誉あるアイヴァー・ノヴェロ賞を受賞した。「Lazy」のリード・ボーカルはデヴィッド・バーン（元トーキング・ヘッズ）、「I Want You Back」はYelloのディーター・メイヤーが歌っている。
アルバム『メイクシフト・フィールグッド』は2006年に登場し、ティム・デラウター、カート・ワグナー、レディオ4のアンソニー・ローマン、キッシング・ザ・ピンク、ロブ・ハーヴェイをフィーチャーしている。
2013年、「Kill 100 (Carl Craig re-mix)」は、ディオールのクリエイティブ・ディレクターとして活躍するラフ・シモンズのデビューとなった2013年春夏コレクションのショーで使用された。
エクスプレス2は現在、BMG傘下のSkint Recordsと契約している。

## ディスコグラフィ

### スタジオ・アルバム
- Late Night Sessions II (1997年)
- 『ミュジキズム』 - Muzikizum (2002年) ※全英15位
- 『メイクシフト・フィールグッド』 - Makeshift Feelgood (2006年)[9]
- 『ザ・ハウス・オブ・エクスプレス2』 - The House of X-Press 2 (2012年)
- MMXV (2015年)
- 『ジー』 - Thee (2023年)

### コンピレーション・アルバム
- Remixes (2002年)
- 『レイズ・ユア・ハンズ・ザ・グレイテストヒッツ』 - Raise Your Hands – The Greatest Hits (2008年)
- Coast 2 Coast (2008年)

### シングル
- "Muzik X-Press" (1993年)
- "London X-Press" (1993年)
- "Say What!" (1993年)
- "Rock 2 House"/"Hip Housin'" (1994年) ※featuring Lo-Pro
- "The Sound" (1996年)
- "Tranz Euro Xpress" (1996年)
- "AC/DC" (2000年)
- "Muzik X Press" (re-issue) (2001年)
- "Muzikizum" (2001年)
- "Smoke Machine" (2001年)
- "Lazy" (2002年) ※featuring デヴィッド・バーン
- "I Want You Back" (2002年)
- "Smoke Machine" (re-issue) (2002年)
- "Supasong" (2002年)
- "Call That Love" (2003年)
- "Strobelight Silhouette" (2004年)
- "Give It" (2005年) ※featuring Kurt Wagner
- "Kill 100" (2006年)
- "Let Love Decide" (2012年) ※featuring Roland Clark